# Sári (település)
Sári 1966 óta Dabas része (1989 óta városrésze) Pest vármegye Dabasi járásában, azelőtt ugyanezen járás egyik községe volt. Korábban, az 1950-es megyerendezést megelőzően Pest-Pilis-Solt-Kiskun vármegye Alsódabasi járásához tartozott.
A többségében ma is szlovákok lakta település neve az 1993-ban kipattant iskolaügy – az önkormányzati iskola konszenzus nélkül megindított, egyházi irányítás alá történő átszervezése – kapcsán vált országosan ismertté.

## Fekvése
Budapesttől délkeletre fekszik, a Pesti-síkságon. Dabashoz való hozzácsatolása óta a település északi részét képezi.

### Megközelítése, közlekedése
Legfontosabb megközelítési útvonala a Budapesttől Szegedig vezető 5-ös főút, amely belterületének északi szélén halad el északnyugat-délkeleti irányban; egy szakasza Sári egyik főutcája északi részének is tekinthető. A település központján azonban csak az 5202-es út halad végig, amely Taksonytól vezet Kecskemét északi széléig. Inárccsal a 46 108-as számú mellékút köti össze, déli iparterületeire pedig az 52 106-os számú mellékút vezet.
Sárit a Volánbusz alábbi járatai érintikː
- 609, 611, 617, 618, 619, 626, 627, 628, 629, 640, 1080.

## Története
Első ismert említése 1268-ból származik, amikor nevét Sáary formában jegyezték fel. 1424-ben Zsigmond király a gyermektelen Hertel Zsigmond földesúr halála után a falut visszaveszi és feleségének, Borbála királynénak adományozza. 1401-től a Sári családot említik a falu birtokosaként, de másfél évszázad múlva, 1552-ben, árulás miatt büntetésként (a töröknek való behódolás miatt) elkobozták a családtól.
A 15 éves háború alatt elpusztult. Sokáig lakatlan. 1696-ban települ újra szlovákokkal, akiket az akkori földbirtokos, Vorster Kristóf hozatott ide. A 18. század közepén a báró Laffert család, majd a Nemes család és Halász család birtoka lett.
1966-ban egyesítették Dabas községgel.
A Pallas nagy lexikona így ír róla: Nagyközség Pest-Pilis-Solt-Kiskun vármegye pesti közép j.-ban, (1891) 2328 tót és magyar lakossal.

## Látnivalók
- Nagyboldogasszonynak szentelt plébániatemplom
- Szent Jakab Sétány, kilátó[5]

## Képgaléria

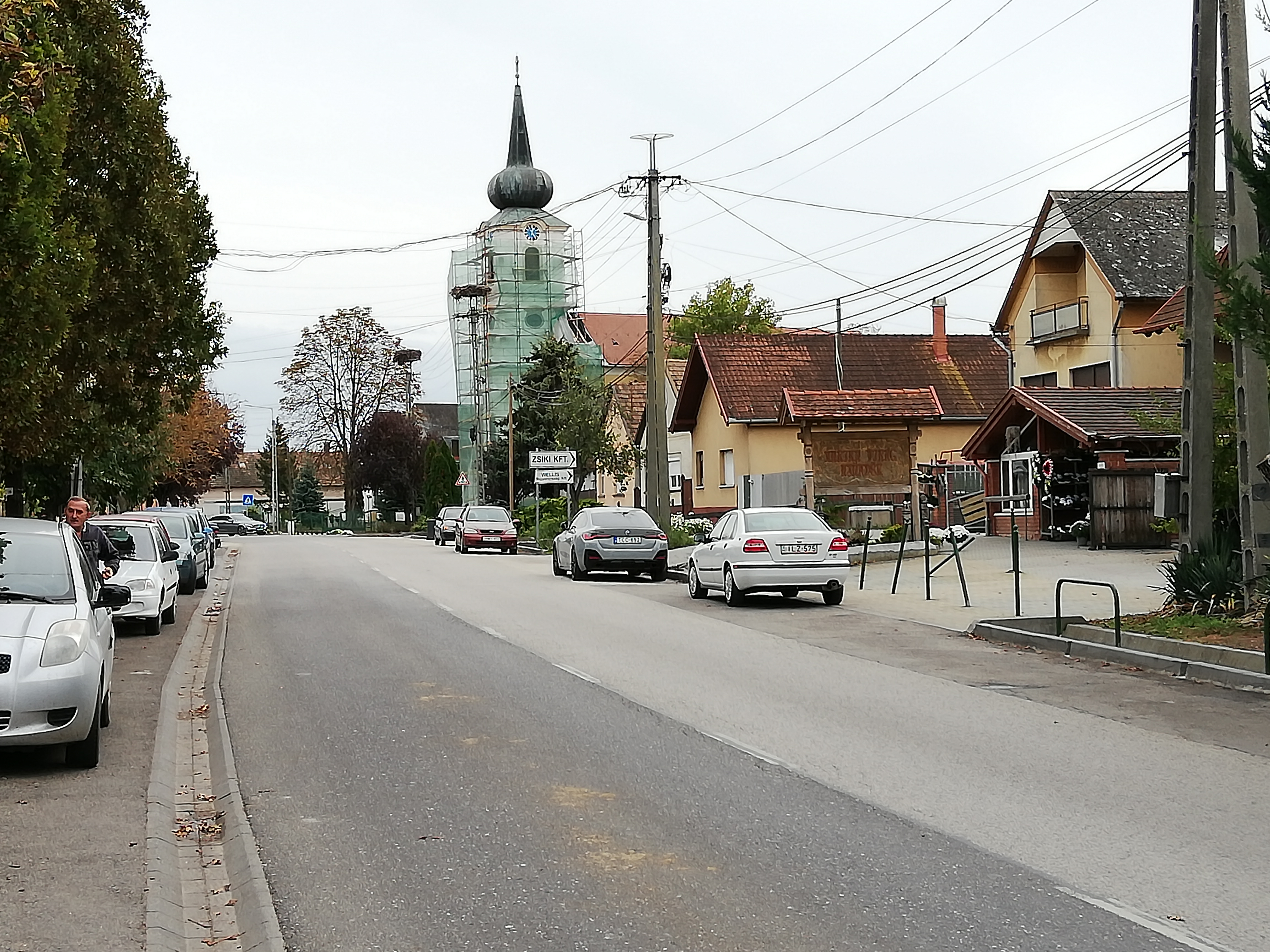
Sári főutcája a felújítás alatt álló templommal
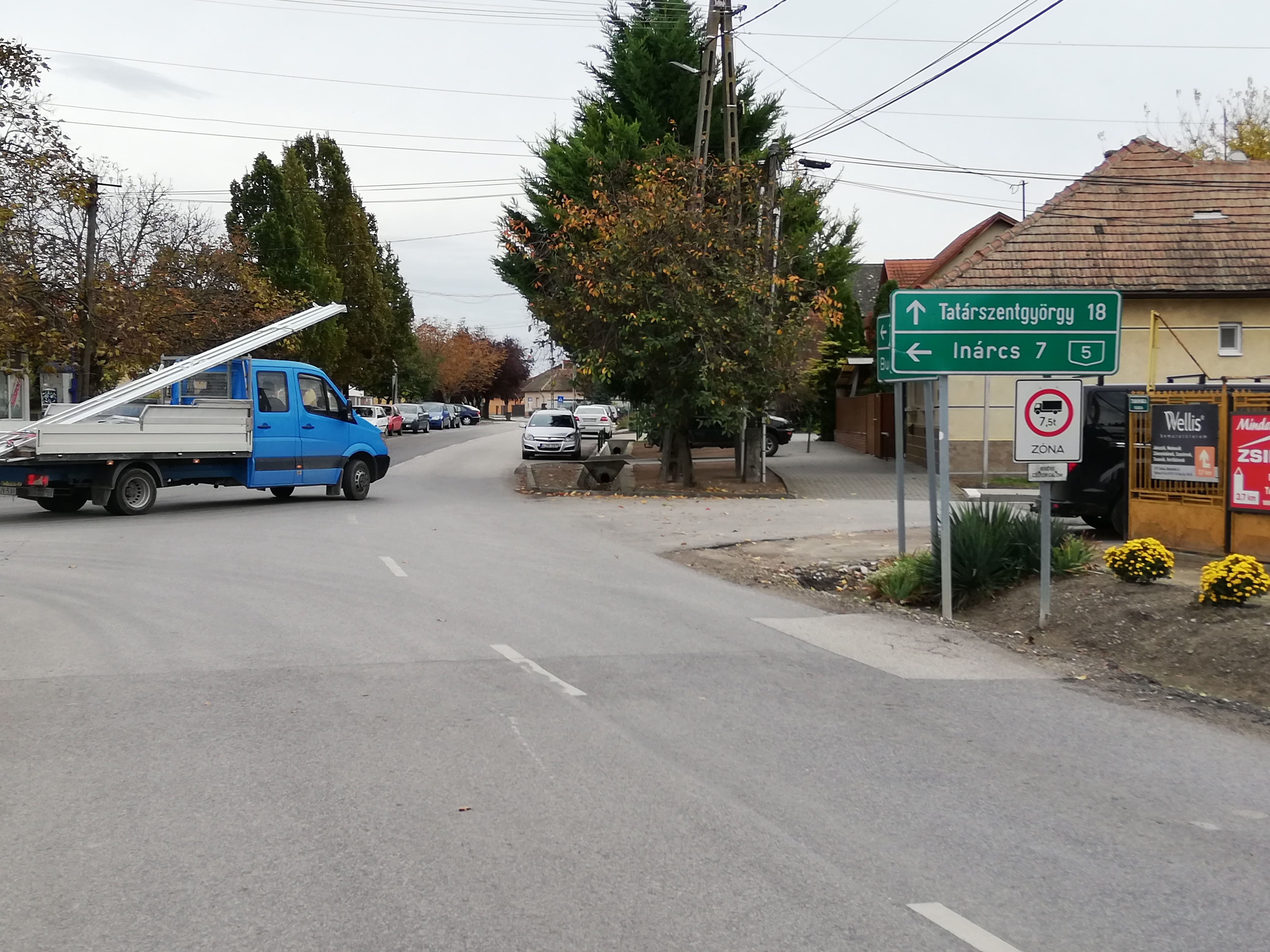
Sári központja
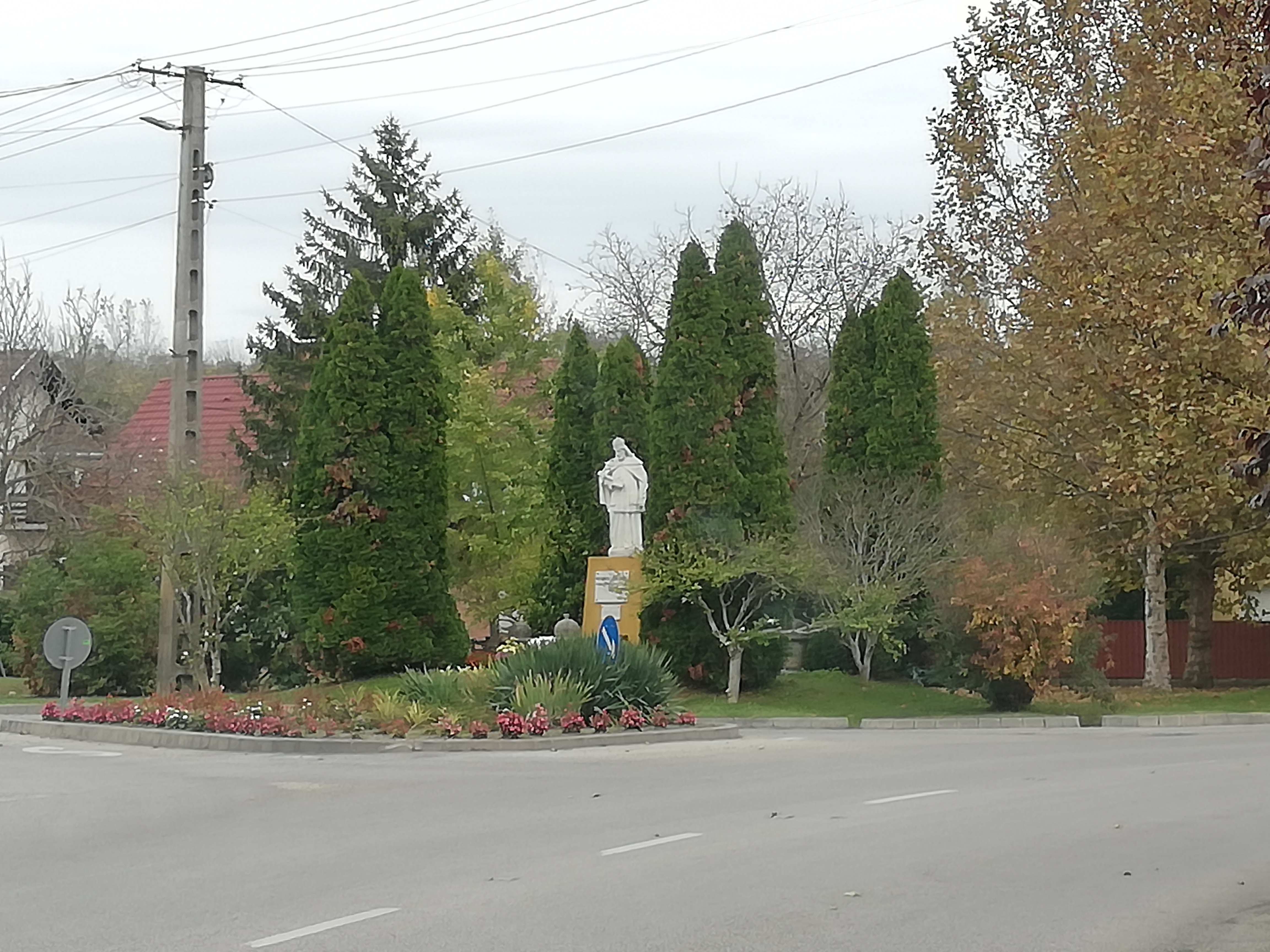
Nepomuki Szent János szobra Sári központja közelében
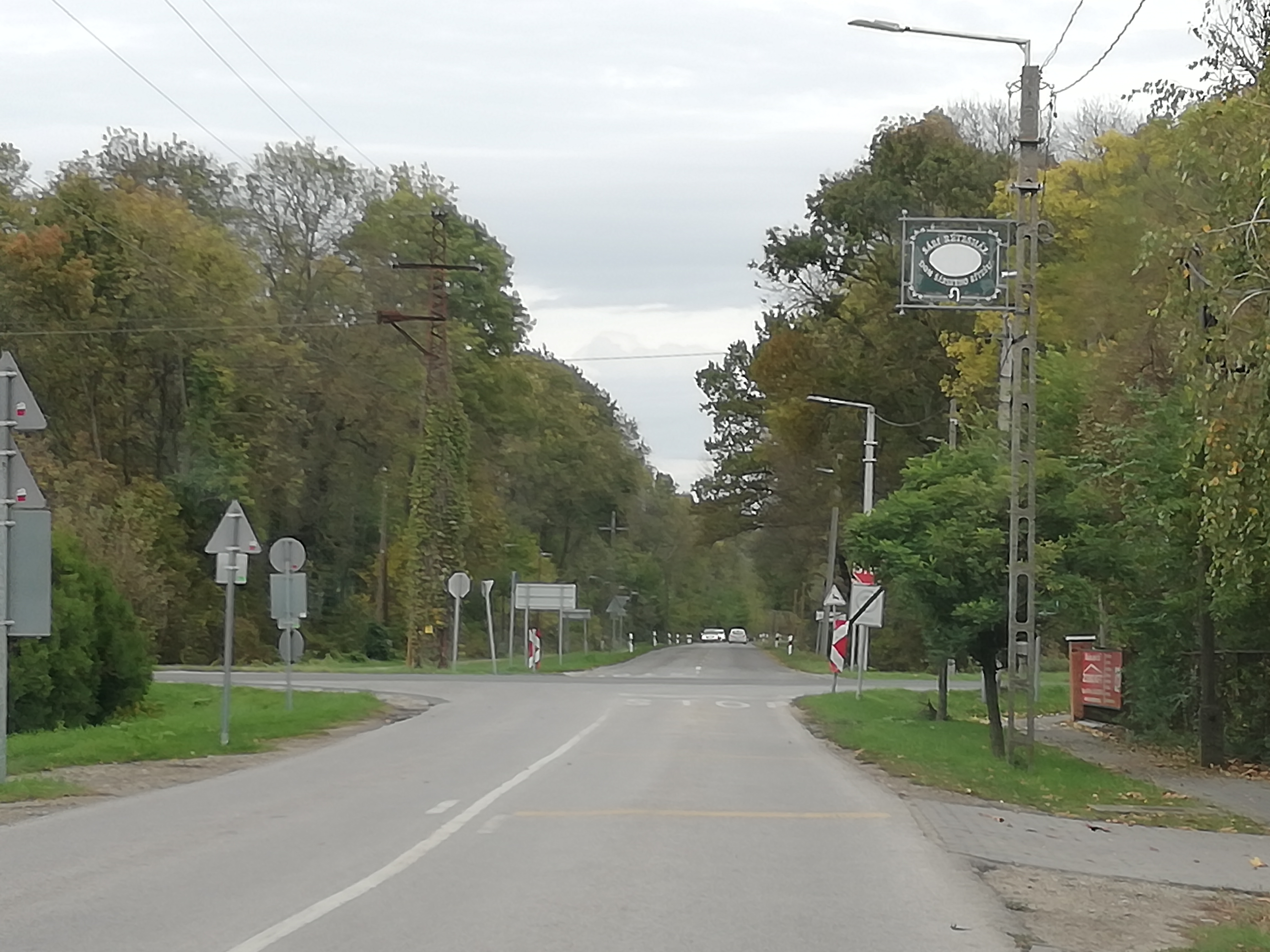
Az 5-ös főút sári kereszteződése, Inárcs felé nézve